# Vena giugulare interna

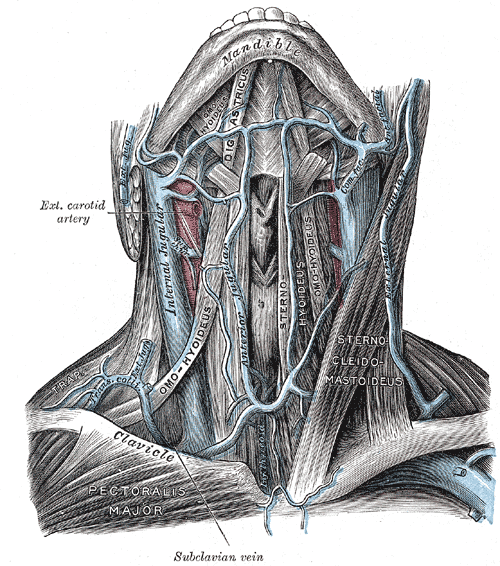
Vene del collo viste da sotto la mandibola in visione frontale

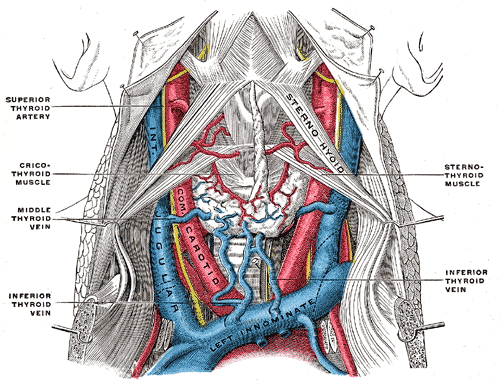
Vene della tiroide

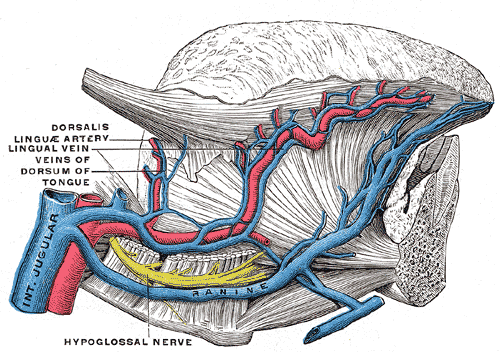
Vene della lingua

La vena giugulare interna è una vena pari che raccoglie il sangue dal cervello e dalle parti superficiali del viso e del collo. La vena scorre nella guaina carotidea (all'interno della fascia cervicale) con l'arteria carotide comune e il nervo vago.

## Struttura
La vena giugulare interna è la principale vena del collo, in essa confluisce la maggior parte dei rami arteriosi della carotide esterna.
Su entrambi i lati e alla base del cervello, il seno petroso inferiore e il seno sigmoideo si uniscono per formare la vena giugulare interna. La vena giugulare interna incomincia nel compartimento posteriore del forame giugulare, alla base del cranio e, con andamento obliquo verso l'avanti e il basso, si immette nella vena succlavia dietro la porzione sternale della clavicola.
Lungo il suo decorso non aumenta di calibro in modo regolare, ma presenta due rigonfiamenti:
- all'origine della vena giugulare interna in particolare al livello del foro giugulare (bulbo superiore);
- l'altro rigonfiamento è situato nell'ultimo tratto poco prima di immettersi nella vena succlavia (bulbo inferiore).

Il primo tratto della vena si trova tra la mandibola e la faringe a livello del gonion, lateralmente prende rapporto con la parotide. Continua scendendo coperta dal muscolo sternocleidomastoideo avendo medialmente l'arteria carotide comune; dietro ai due vasi decorre il nervo vago.
Le tre formazioni sono avvolte da una guaina proveniente dalle fasce del collo (fascio vascolonervoso del collo), nell'ultimo tratto la vena abbandona le altre formazioni incrociando poi il muscolo omoioideo e l'ansa del nervo ipoglosso.
La vena giugulare interna si anastomizza con quella esterna e con quella anteriore. La giugulare interna giungono le vene provenienti da encefalo, occhio, orecchio, gran parte delle vene della porzione posteriore esterna della testa, le vene della faccia comprese quelle delle fosse nasali e alcune vene del collo. All'altezza dell'osso ioide riceve le vene faringee, la vena facciale comune, la vena linguale e le vene tiroidee che danno origine al tronco tireo-linguo-faringo-facciale in quanto questi vasi, prima di immettersi nella giugulare interna, si uniscono in un tronco unico; tuttavia possono portarsi alla vena giugulare anche singolarmente.
Al suo termine la vena giugulare interna si unisce alla vena succlavia per formare la vena brachiocefalica (vena innominata).
Ha una lunghezza di 12-15 cm ed uno spessore che aumenta dall'alto verso il basso: 9 mm nel tratto iniziale e 12 mm nel tratto finale. 

## Vene tributarie della giugulare interna
- Vene tiroidee: sono distinte in superiore e media
  - La vena tiroidea superiore nasce dal lobo laterale della tiroide nella porzione superiore, volge subito lateralmente e in alto, riceve la vena laringea superiore, la vena cricotiroidea e piccoli rami muscolari; dopo aver incrociato l'arteria carotide comune si versa nella giugulare interna.
  - La vena tiroidea media origina anch'essa dal lobo laterale della ghiandola tiroide dalla sua porzione superiore, e con lo stesso decorso della superiore si immette nella giugulare appena al di sotto della tiroidea superiore.
- Vena linguale: si forma dalla confluenza della vena profonda della lingua, delle vene dorsali della lingua e dalle vene ranine.
  - Le vene profonde della lingua seguono il percorso dell'arteria omonima e spesso formano un plesso venoso attorno a questa.
  - Le vene dorsali della lingua decorrono molto superficialmente tra sottomucosa e muscoli, si formano da un plesso sottomucoso posto alla radice della lingua, cui fanno capo le vene dell'epiglottide, della tonsilla palatina. Scendono poi lateralmente all'epiglottide per raggiungere la vena linguale.
  - La vena ranina o sottolinguale riceve vasi dalla mucosa e dai muscoli della lingua, dalla mucosa del pavimento della cavità orale, dalle ghiandole sottolinguale e sottomandibolare. Nasce dalla punta della lingua, passa lateralmente al frenulo per scendere nella mucosa del pavimento della bocca ponendosi tra lingua e ghiandola sottolinguale vicino al dotto escretore della ghiandola sottolinguale. Decorre poi sulla faccia laterale del muscolo ioglosso al di sotto del nervo ipoglosso per continuarsi nella vena linguale.
- Vene faringee: si tratta di un plesso venoso che poggia sulla faccia laterale della faringe che origina dalla confluenza di rami faringei, rami della tromba di Eustachio, rami del palato molle, di una vena meningea e della vena vidiana. Il plesso venoso faringeo, per mezzo di due o tre vene, si versa nella vena giugulare interna; a volte invece si versano nella vena facciale comune assieme alla vena tiroidea e alla vena linguale.
- Vena facciale comune: si forma dietro e al di sotto dell'angolo della mandibola dalla confluenza della vena facciale anteriore e la vena retromandibolare o facciale posteriore. Decorre superficialmente, passa sotto il muscolo platisma, si porta indietro e in basso, incrocia l'arteria carotide esterna passandola lateralmente e all'altezza dell'osso ioide si versa nella giugulare interna.
- Vena facciale anteriore: si forma dalla confluenza dei vasi venosi che provengono dai territori di distribuzione dell'arteria mascellare. Il primo ramo origina lateralmente dalla radice del naso (vena angolare dell'occhio), si porta dietro l'angolo della mandibola dove termina unendosi alla vena facciale posteriore per dar vita alla vena facciale comune. Decorre superficialmente, passa sotto l'origine zigomatica del muscolo elevatore del labbro superiore e del muscolo zigomatico, avendo medialmente il muscolo buccinatore e dietro il margine anteriore del muscolo massetere. Incrocia la base della mandibola prendendo rapporto con la loggia sottomandibolare passandola al di sotto, proseguendo verso dietro passa esternamente al muscolo sternocleidomastoideo per andare a terminare nella vena facciale comune o direttamente nella giugulare interna. La vena facciale anteriore riceve numerosi vasi venosi.
  - Le vene palpebrali mediali unendosi alle vene del sottocutaneo si versano nella vena temporale media tributaria della vena frontale posteriore.
  - Le vene palpebrali superiori sono due piccole vene situate nella parte superiore dell'orbita che, con decorso flessuoso, dall'angolo nasale della base orbitaria alla fessura sfenoidale per versarsi nella vena angolare del naso o nella vena sovraorbitale.
  - Le vene palpebrali inferiori sono due o tre piccole vene che si trovano sul pavimento dell'orbita, originano dalla porzione inferiore dell'angolo nasale e si versano nella facciale comune.
  - Le vene labiali originano da un ricco plesso venoso sottocutaneo. Quelle del labbro superiore si versano all'altezza dell'ala del naso nella facciale comune (dopo aver ricevuto le vene del setto e del lobulo del naso). Quelle del labbro inferiore sono due o tre, scendendo verso il basso giungono all'angolo della mandibola per immettersi nella vena facciale.
  - Il ramo profondo si forma nella fossa infratemporale dalla confluenza delle vene del plesso alveolare (che a sua volta origina dalla confluenza delle vene alveolari inferiori), del plesso pterigoideo e della oftalmica inferiore. Si dirige in avanti e in basso, passa sotto l'osso zigomatico dopo aver contornato la mascella e a livello del 2° molare superiore sbocca nella facciale anteriore.
  - Le vene masseterine, buccali, parotidee anteriori sono piccoli vasi che derivano dalla cute delle regioni corrispondenti ai muscoli buccale, triangolare delle labbra e massetere, il prolungamento anteriore e dotto escretore della parotide.
  - La vena sottomentale nasce tra i muscoli omoioideo e digastrico, si porta sotto la base della mandibola e nel collo si versa nella vena facciale anteriore.
  - La vena palatina provenendo dal plesso venoso della tonsilla omonima e dalla porzione adiacente del palato molle, segue a ritroso il percorso dell'arteria faringea per andare a versarsi nella vena facciale.
  - La vena retromandibolare o facciale posteriore è una vena molto superficiale, prende origine davanti al padiglione auricolare dalla confluenza della vena temporale superficiale e della vena temporale media, vi confluiscono inoltre le vene auricolari anteriore, le parotidee posteriori, le vene del complesso articolare dell'articolazione temporo-mandibolare, le vene timpaniche, la vena stilomastoidea, la vena trasversa della faccia, le vene mascellari e del plesso pterigoideo. La vena retromandibolare si porta verso il basso passando nel parenchima della parotide dietro il ramo della mandibola, avendo medialmente l'arteria carotide esterna e il nervo facciale, dall'angolo della mandibola si dirige in avanti e in basso prendendo rapporti con i muscoli stiloioideo e digastrico per andare a confluire nella vena facciale anteriore costituendo così la vena facciale comune.
  - La vena temporale superficiale, vaso molto superficiale, si dirige verso il margine superiore dell'arcata zigomatica, decorrendo nel solco preauricolare, avendo davanti l'arteria e dietro il nervo auricolo-temporale, qui termina unendosi alla vena temporale media.
  - La vena temporale media ha origine da numerose piccole vene superficiali che dalla palpebra e dalla regione sovraorbitaria convergono a livello dell'angolo laterale dell'occhio. Questi piccoli rami si portano lateralmente al muscolo temporale dove prendono anastomosi con le vene temporali profonde. Da qui la vena temporale media volge posteriormente parallela al margino posteriore dell'arco zigomatico e giungendo a livello del condilo della mandibola termina unendosi alla vena temporale superficiale.
  - Le vene auricolari anteriori originano dalla porzione laterale del padiglione auricolare, sono piccoli vasi il cui numero è molto variabile.
  - Le vene del complesso articolare della mandibola originano da un ricco plesso venoso che si forma attorno alla sinoviale dell'articolazione temporo-mandibolare.
  - La vena trasversa della faccia raccoglie le vene che provengono da massetere, dalla parotide e dal suo dotto escretore, decorre parallela all'arteria trasversa della faccia.
  - La vena mascellare origina nella fossa infratemporale postero-lateralmente, raccoglie il sangue del plesso pterigoideo e raggiunge la vena facciale posteriore dopo aver aggirato posteriormente il collo del condilo della mandibola.
  - Le vene meningee medie drenano il territorio di competenza dell'arteria meningea media, ricevono inoltre piccoli rami del seno sagittale superiore, del seno longitudinale superiore, del seno sfenoparietale e rami della dura madre. Originano con due rami, attraverso il foro spinoso escono dalla cavità cranica, si rapportano con l'arteria omonima e terminano versandosi nel plesso pterigoideo.

## Rapporto con le vicine strutture anatomiche
Lungo il decorso la vena decorre inizialmente sul muscolo retto laterale, dietro l'arteria carotide interna, prendendo rapporto con i nervi che passano attraverso il foro giugulare (nervo glossofaringeo (IX), nervo vago (X) e nervo accessorio (XI)); più in basso, la vena giugulare interna e l'arteria carotide interna si trovano sullo stesso piano e i nervi glossofaringeo e ipoglosso decorrono avanti alle strutture vascolari. Il vago scende tra e dietro la vena e l'arteria nella stessa guaina (la guaina carotidea) e l'accessorio scorre obliquamente all'indietro, superficiale o profondo rispetto alla vena.

## Pressione venosa giugulare
Poiché esiste una coppia di valvole tra l'atrio destro del cuore e la giugulare interna, il sangue può rifluire nella giugulare interna quando la pressione nell'atrio è sufficientemente elevata. Questo può essere visto dall'esterno e consente di stimare la pressione nell'atrio. La pulsazione vista si chiama pressione venosa giugulare (PVG) o pressione venosa centrale (PVC). Questa pressione è normalmente osservata con il paziente seduto a 45 gradi che gira leggermente la testa. La PVC può essere elevata in una serie di condizioni:
- insufficienza ventricolare destra (insufficienza cardiaca);
- stenosi tricuspide;
- insufficienza della tricuspide;
- tamponamento cardiaco:

La PVG può anche essere aumentata artificialmente applicando una pressione al fegato (il reflusso epato-giugulare).

## Galleria d'immagini

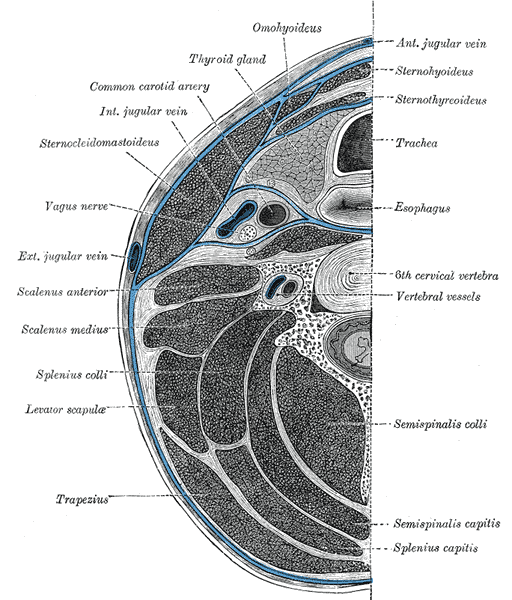
Sezione del collo a livello della VI vertebra cervicale
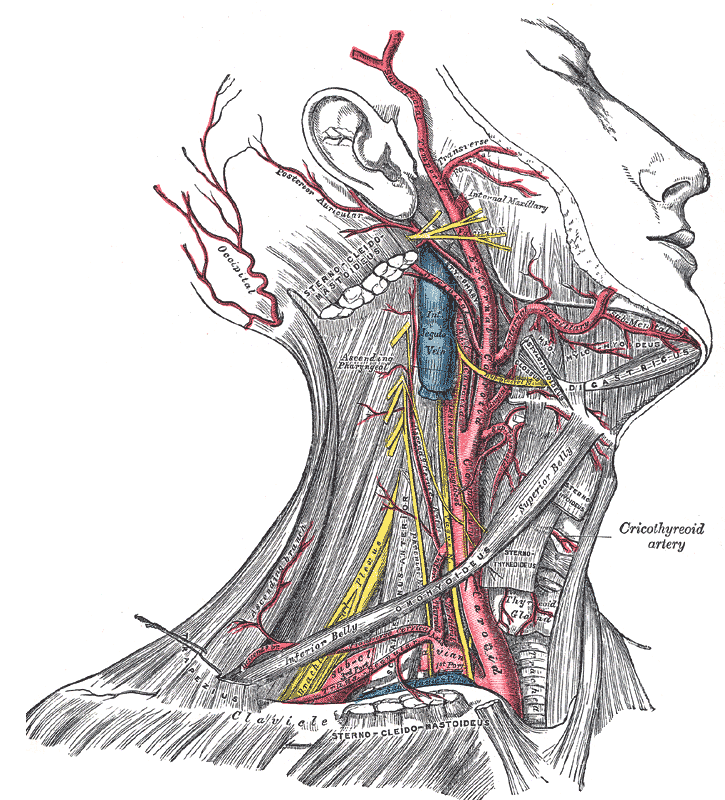
Dissezione superficiale del lato destro del collo, in evidenza la carotide e la succlavia
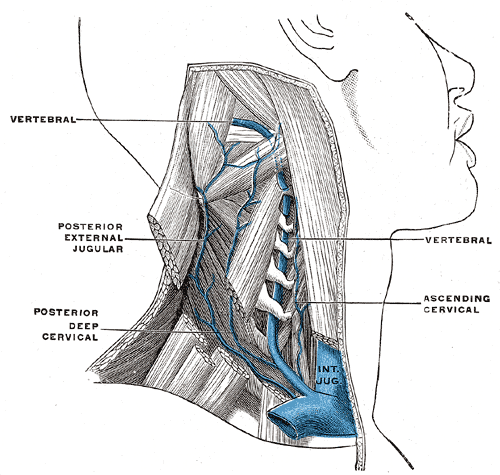
La vena vertebrale
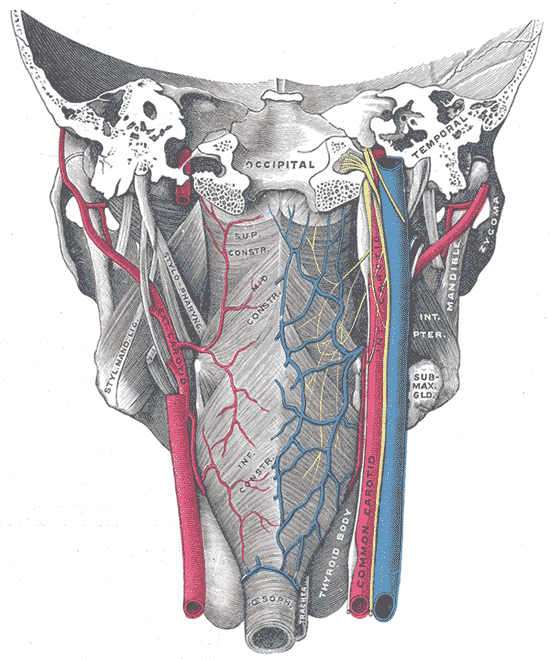
Muscoli della faringe, visti da dietro, con relativi vasi e nervi
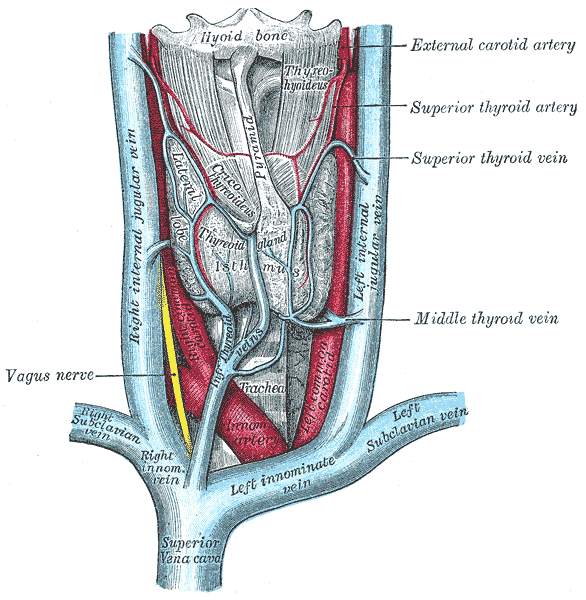
La ghiandola tiroide e i suoi rapporti